# E3 Harelbeke 2012
E3 Harelbeke 2012 (også kendt som E3-Prijs (Vlaanderen)) var den 55. udgave af endagsløbet E3 Harelbeke. Løbet blev kørt d. 23. marts og var over 203 km langt. Det var første gang løbet blev kørt som en del af UCI World Tour. Det var det 6. løb på UCI World Tour 2012. Løbet blev vundet af Tom Boonen, hvilket var femte gang, han vandt løbet.

## Deltagende hold
- ProTeam: Ag2r-La Mondiale, Pro Team Astana, BMC Racing Team, Euskaltel-Euskadi, FDJ BigMat, Garmin-Barracuda, GreenEDGE, Katjusja, Lampre-ISD, Liquigas-Cannondale, Lotto-Belisol, Movistar Team, Omega Pharma-Quick Step, Rabobank, RadioShack-Nissan, Team Saxo Bank, Team Sky og Vacansoleil-DCM.
- Professionelle kontinentalhold: Accent.jobs-Willems veranda's, Cofidis, Europcar, Farnese Vini Selle Italia, Landbouwkrediet-Euphony, Project 1t4i, Topsport Vlaanderen-Mercator

## Resultater
|     | Rytter                           | Lag                     | Tid       |
| --- | -------------------------------- | ----------------------- | --------- |
| 1   | Tom Boonen (BEL)                 | Omega Pharma-Quick Step | 4h 51'59" |
| 2   | Óscar Freire (ESP)               | Team Katusha            | s.t.      |
| 3   | Bernhard Eisel (AUT)             | Team Sky                | s.t.      |
| 4   | Leonardo Duque (COL)             | Cofidis                 | s.t.      |
| 5   | Sep Vanmarcke (BEL)              | Garmin-Barracuda        | s.t.      |
| 6   | John Degenkolb (GER)             | Project 1t4i            | s.t.      |
| 7   | Mathieu Ladagnous (FRA)          | FDJ-BigMat              | s.t.      |
| 8   | Alexandre Pichot (FRA)           | Europcar                | s.t.      |
| 9   | Alessandro Ballan (ITA)          | BMC Racing Team         | s.t.      |
| 10  | Sébastien Turgot (FRA)           | Europcar                | s.t.      |
| 12  | Michael Mørkøv (DAN)             | Team Saxobank           | s.t.      |
| 69  | Anders Lund (DAN)                | Team Saxobank           | + 5'38"   |
| 71  | Kasper Klostergaard Larsen (DAN) | Team Saxobank           | s.t.      |
| 95  | Troels Rønning Vinther (DAN)     | Team Saxobank           | + 9'16"   |
| DNA | Alex Rasmussen (DAN)             | Garmin-Barracuda        |           |